# Orens d'Auch
Saint Orens d'Auch († vers 444), en latin sanctus Or(i)entius, a été selon de très antiques manuscrits archévêque d'Auch. Fête le 1er mai.

## Sources
Il existe trois Vies qui assimilent « Or(i)entius », l'un des premiers évêques d'Auch, avec Orientius, un poète chrétien de langue latine dont est principalement conservée une sorte de long sermon en distiques élégiaques intitulé par Sigebert de Gembloux (Viri illustres, § 34) Commonitorium fidelium. Ce poème, divisé en deux livres et comptant en tout 1 036 vers, met l'homme en garde contre les obstacles à son salut : l'attrait pour la beauté de la femme , la jalousie, la cupidité, la guerre, l'ivrognerie, les honneurs. Le texte s'inspire de poètes païens et chrétiens. L'auteur précise que sa nation est la Gaule (III, 184), et que la Gaule vient d'être la proie des barbares.
Un seul manuscrit médiéval (le BnF lat. 457, provenant de Tours ) conserve le Commonitorium. Un manuscrit de l'abbaye d'Anchin  (texte imprimé par les soins de Martín Antonio Delrío à Anvers en 1600) contenait le livre, mais il est aujourd'hui perdu. Le texte entier a été publié par Edmond Martène à Rouen en 1700 (reproduit en PL, vol. LXI). 
L'Histoire littéraire de la France lui consacre un chapitre. 

## Biographie
Né à Urgell et non à Huesca, en Espagne, d'un père gouverneur de province romaine en Catalogne, il est issu d'une famille aux sentiments religieux assez marqués mais vivant un peu trop à son goût sous le régime des honneurs et des plaisirs.
Il reçoit une éducation morale et suit des enseignements dans des écoles prestigieuses de l'époque. 
Héritant dans un bref laps de temps, successivement de son père puis de son frère ainé, il se retrouve à devoir gérer la fortune de son père et à administrer la province.
Ressentant ensuite en lui l'appel d'une vie plus conforme aux préceptes évangéliques, il se démet de ses fonctions de gouverneur et se retire dans la solitude dans la vallée du Lavedan, au bord d'un ruisseau nommé Isavrius (aujourd'hui Isaby), en un lieu qui deviendra plus tard l'abbaye de Saint Orens (monastère fondé IXe siècle).
Il se construit un abri et un moulin sur les bords du torrent d'Isaby près d'Ortiac (hameau rattaché à Villelongue).
La légende veut que sa sainteté fût reconnue aux alentours et qu'une foule sans cesse grandissante vînt le consulter. Fuyant cette foule, il se serait caché dans une grotte proche, où il jeûna et vécut dans une grande rigueur, récitant les Psaumes, les reins ceints d'une chaîne de fer.
Toujours selon la légende, au moment du décès de l'évêque d'Auch, les habitants se réunirent dans l'église pour demander à Dieu un pasteur. La Bigorre en effet était à cette époque dépendante de l'archidiocèse (ou métropole) d'Auch. Les habitants partirent le chercher en délégation et finirent par le faire céder à leurs insistances. La légende veut qu'il réalisât un miracle avec le bâton qu'il tenait à la main qu'il planta en terre : si le bâton fleurissait, il cédait aux avances des Auscitains ; le bâton se mit à verdoyer et à fleurir ; à la suite de ce miracle, il est censé avoir guéri de nombreux malades.
Orientius est aussi à l'origine de la destruction d'un lieu de culte païen, le fanum du mont Narveia, dont la cime avoisine les nuages (aujourd'hui le Nerbiou, qui domine l'ermitage primitif, et non la colline de St Cricq au-dessus d'Auch). 
Orientius aurait confié le soin de son ermitage à saint Savin, autre anachorète de cette même vallée, selon un unique manuscrit de Moissac du XIIe ou du XIIIe s., fort suspect. Les hagiographes Bollandistes citent ce manuscrit dans les Acta Sanctorum maii, sans en reproduire la traduction, tellement ils l'estimaient douteux.
Selon une tradition orale ancienne, saint Orens aurait sauvé miraculeusement la ville d'Auch de la destruction lors de l'invasion des Vandales (vers 407-410). C'est peu après, vers 410-411, ou peut-être vers 418 (invasion des Wisigoths) qu'il aurait composé son long poème. Il fut l'un des prélats que les Wisigoths envoyèrent en députation auprès des généraux romains Litorius et Aétius en 439 lors du siège de Toulouse. En effet, Litorius voulait détruire la capitale des Wisigoths, alors qu'Aetius se montrait plus conciliant. Il s'ensuivit une bataille où les troupes de Litorius se perdirent dans un brouillard -causé par la prière d'Orientius, dit-on- et se jetèrent aux mains des Wisigoths.
Pour échapper à sa renommée, Orientius regagna un moment son ermitage des Pyrénées malgré l'envoi d'une députation pour lui demander de reprendre sa cathédrale.
Selon la légende, Dieu lui apparut quelque temps avant sa mort afin de lui faire savoir que sa dernière heure approchait ; il demanda qu'après sa mort, ceux qui auraient recours à lui eussent leurs grâces exaucées. Ce qui se réalisa par une abondance de miracles, sur le lieu de sa sépulture à Auch et aussi en Lavedan.
Orentius est mort un 1er mai, jour où l'Église célèbre sa fête. Il fut enseveli à Auch en l'église de l'Aubépine, qui plus tard prit le nom de Saint-Orens. Cette église devint rapidement trop petite et on construisit à sa place une basilique qui fut finalement vendue à la Révolution française et démolie en 1800.

## Un nom présent sous des graphies très variées
Un relevé exhaustif a été établi :
– latin : Orientius, Oriencius, Horiencius, Orencius, etc., et Urgentius pour la traduction d’Orien dans Villiers-Saint-Orien. On trouve très marginalement Aurientius et Aurentius  (latinisations intégrant la diphtongaison). On trouve aussi, dans des textes relatifs à l’ancienne viguerie de Saint-Orens sise à Berrac, la création de l’adjectif centorangus ou centorengus . On citera enfin un Sentures dans une charte de 1271, probablement né d’une erreur de lecture et, ailleurs encore, une mauvaise latinisation en sanctus Oriens ;
– français et dialectes occitans : « Orens », « Orience », « Horens » et « Orent », « Oriens », « Orence », « Orense », « Orient », « Orien », « Aurens », « Aurence », « Ourens », « Orin », et un « Urin » (déduit du lieu-dit Santurin, dans la commune de Vigoulet-Auzil), sans compter un « Aurenc » (probablement prononcé comme si le c était cédillé) et un « Torens » ;
– catalan : « Orenç », « Orenci », mais aussi « Aurenç », « Auren », « Orèn » ;
– espagnol : « Orencio » et « Orenzo », avec parfois l’aphérèse du o initial dans les composés (comme « Sandrenzo »). Plus rarement, et sans doute par tradition savante, « Oriencio » ;
– galicien : « Ourente », « Orente » ;
– basque : « Orentzi » ;
– italien « Orienzio » et portugais « Oriêncio » : créations savantes, calquées sur le latin.